# Vinter-X Games Norway 2017
Vinter-X Games Norway 2017 var den andra upplagan av Vinter-X Games Europa som arrangerades i Norge, efter X Games Oslo 2016. Evenemanget ägde rum mellan 8 och 11 mars 2017 och sändes på ESPN i USA, TV 2 i Norge och på SVT Play i Sverige.
Åtta olika grenar ägde rum i två olika sporter; Skidor och snowboarding.
Efter evenemanget blev det två medaljer till Sverige. Sven Thorgren och Henrik Harlaut tog varsin guldmedalj för slopestyle i snowboard respektive big air i skidor.

## Schema
| Datum   | Tid   | Sport     | Gren                       |
| ------- | ----- | --------- | -------------------------- |
| 8 mars  | 19:00 | Skidor    | Slopestyle, herrar – Kval  |
| 9 mars  | 15:00 | Snowboard | Big air, herrar – Kval     |
| 9 mars  | 17:30 | Skidor    | Slopestyle, damer – Final  |
| 9 mars  | 19:15 | Skidor    | Slopestyle, herrar – Final |
| 10 mars | 11:30 | Snowboard | Slopestyle, herrar – Kval  |
| 10 mars | 14:30 | Skidor    | Big air, herrar – Kval     |
| 10 mars | 17:00 | Snowboard | Slopestyle, damer – Final  |
| 10 mars | 18:45 | Snowboard | Slopestyle, herrar – Final |
| 11 mars | 17:00 | Snowboard | Big air, damer – Final     |
| 11 mars | 18:00 | Skidor    | Big air, damer – Final     |
| 11 mars | 19:00 | Snowboard | Big air, herrar – Final    |
| 11 mars | 20:00 | Skidor    | Big air, herrar – Final    |

1. 1 2 3  Kvalet för herrarnas slopestyle i snowboard var från början planerad den 8 mars klockan 16:00 men blev flyttad.

## Medaljfördelning
| Plc.   | Nation         | Guld | Silver | Brons | Totalt |
| 1      | Norge          | 3    | 2      | 1     | 6      |
| 2      | Sverige        | 2    | 0      | 0     | 2      |
| 3      | Kanada         | 1    | 1      | 1     | 3      |
| 4      | Österrike      | 1    | 0      | 1     | 2      |
| 5      | Schweiz        | 1    | 0      | 0     | 1      |
| 6      | USA            | 0    | 3      | 3     | 6      |
| 7      | Estland        | 0    | 1      | 0     | 1      |
| 7      | Frankrike      | 0    | 1      | 0     | 1      |
| 9      | Nya Zeeland    | 0    | 0      | 1     | 1      |
| 9      | Storbritannien | 0    | 0      | 1     | 1      |
| Totalt | Totalt         | 8    | 8      | 8     | 24     |

     Värdlandet har bakgrundsfärgen lavendelblå.

## Resultat

### Skidor

#### Damernas big air i skidor
| Plc. | Namn                   | Poäng | Poäng | Totalt |
| ---- | ---------------------- | ----- | ----- | ------ |
|      | Mathilde Gremaud (SUI) | 43,00 | 50,00 | 93,00  |
|      | Kelly Sildaru (EST)    | 43,00 | 47,00 | 90,00  |
|      | Maggie Voisin (USA)    | 40,00 | 40,00 | 80,00  |
| 4    | Giulia Tanno (SUI)     | 35,00 | 38,00 | 73,00  |
| 5    | Emma Dahlström (SWE)   | 36,00 | 36,00 | 72,00  |
| 6    | Johanne Killi (NOR)    | 35,00 | 35,00 | 70,00  |
| 7    | Devin Logan (USA)      | 29,00 | 32,00 | 61,00  |
| 8    | Silvia Bertagna (ITA)  | 22,00 | 33,00 | 55,00  |

#### Herrarnas big air i skidor
| Plc. | Namn                 | Poäng | Poäng | Totalt |
| ---- | -------------------- | ----- | ----- | ------ |
| 1    | Jackson Wells (NZL)  | 44,00 | 44,00 | 88,00  |
| 2    | Øystein Bråten (NOR) | 40,00 | 40,00 | 80,00  |
| 3    | Bobby Brown (USA)    | 44,00 | 34,00 | 78,00  |
| 4    | Luca Schuler (SUI)   | 39,00 | 38,00 | 77,00  |
| 5    | Elias Ambühl (SUI)   | 32,00 | 41,00 | 73,00  |
| 6    | Noah Morrison (CAN)  | 32,00 | 40,00 | 72,00  |
| 7    | James Woods (GBR)    | 33,00 | 34,00 | 67,00  |
| 8    | Klaus Finne (NOR)    | 32,00 | 32,00 | 64,00  |

| Plc. | Namn                 | Poäng | Poäng | Totalt |
| ---- | -------------------- | ----- | ----- | ------ |
| 1    | Eirik Sæterøy (NOR)  | 41,00 | 47,00 | 88,00  |
| 2    | Birk Ruud (NOR)      | 41,00 | 45,00 | 86,00  |
| 3    | Andri Ragettli (SUI) | 43,00 | 42,00 | 85,00  |
| 4    | Felix Usterud (NOR)  | 36,00 | 44,00 | 80,00  |
| 5    | Henrik Harlaut (SWE) | 41,00 | 39,00 | 80,00  |
| 6    | Gus Kenworthy (USA)  | 39,00 | 39,00 | 78,00  |
| 7    | Jonas Hunziker (SUI) | 38,00 | 37,00 | 75,00  |
| 8    | Kai Mahler (SUI)     | 38,00 | 25,00 | 63,00  |

Final
| Plc. | Namn                 | Poäng | Poäng | Totalt |
| ---- | -------------------- | ----- | ----- | ------ |
|      | Henrik Harlaut (SWE) | 46,00 | 46,00 | 92,00  |
|      | Eirik Sæterøy (NOR)  | 38,00 | 47,00 | 85,00  |
|      | Jackson Wells (NZL)  | 41,00 | 41,00 | 82,00  |
| 4    | Bobby Brown (USA)    | 44,00 | 37,00 | 81,00  |
| 5    | Birk Ruud (NOR)      | 40,00 | 41,00 | 81,00  |
| 6    | Andri Ragettli (SUI) | 41,00 | 39,00 | 80,00  |
| 7    | Felix Usterud (NOR)  | 42,00 | 33,00 | 75,00  |
| 8    | Øystein Bråten (NOR) | 20,00 | 40,00 | 60,00  |

#### Damernas slopestyle i skidor
| Plc. | Namn                   | Åk 1  | Åk 2  | Bästa |
| ---- | ---------------------- | ----- | ----- | ----- |
|      | Johanne Killi (NOR)    | 85,00 | 90,00 | 90,00 |
|      | Tess Ledeux (FRA)      | 30,33 | 88,00 | 88,00 |
|      | Devin Logan (USA)      | 12,33 | 83,00 | 83,00 |
| 4    | Giulia Tanno (SUI)     | 81,66 | 21,66 | 81,66 |
| 5    | Kaya Turski (CAN)      | 13,00 | 77,00 | 77,00 |
| 6    | Mathilde Gremaud (SUI) | 20,00 | 76,33 | 76,33 |
| 7    | Maggie Voisin (USA)    | 45,33 | 71,00 | 71,00 |
| 8    | Emma Dahlström (SWE)   | 28,66 | 7,66  | 28,66 |

#### Herrarnas slopestyle i skidor
| Plc. | Namn                         | Kvalåk | Kvalåk | Åk 1  | Åk 2  | Bästa |
| ---- | ---------------------------- | ------ | ------ | ----- | ----- | ----- |
|      | Øystein Bråten (NOR)         | 80,33  | 90,33  | 90,33 | 91,33 | 91,33 |
|      | Nick Goepper (USA)           | 87,33  | 93,00  | 89,00 | 80,33 | 89,00 |
|      | James Woods (GBR)            | 73,00  | 94,66  | 80,66 | 87,33 | 87,33 |
| 4    | McRae Williams (USA)         | 68,00  | 87,33  | 84,66 | 85,66 | 85,66 |
| 5    | Joss Christensen (USA)       | 71,66  | 91,00  | 17,66 | 77,00 | 77,00 |
| 6    | Andri Ragettli (SUI)         | 84,33  | 86,66  | 74,66 | 27,66 | 74,66 |
| 7    | Gus Kenworthy (USA)          | 91,33  | 27,33  | 67,33 | 25,33 | 67,33 |
| 8    | Evan McEachran (CAN)         | 75,33  | 86,00  | 27,00 | 29,33 | 29,33 |
| 9    | Jossi Wells (NZL)            | 90,00  | 69,00  |       |       |       |
| 10   | Christian Nummedal (NOR)     | 82,66  | 10,00  |       |       |       |
| 11   | Bobby Brown (USA)            | 79,66  | 79,66  |       |       |       |
| 12   | Henrik Harlaut (SWE)         | 9,00   | 60,66  |       |       |       |
| 13   | Alex Bellemare (CAN)         | 55,00  | 51,00  |       |       |       |
| 14   | Jesper Tjäder (SWE)          | 23,00  | 29,00  |       |       |       |
| 15   | Alex Beaulieu-Marchand (CAN) | 24,00  | 18,33  |       |       |       |
| 16   | Alex Hall (USA)              | 17,33  | 17,66  |       |       |       |

1. 1 2  Jossi Wells lämnade återbud i finalen på grund av skada, och ersättare blev Evan McEachran på nionde plats.

### Snowboard

#### Damernas big air i snowboard
| Plc. | Namn                         | Poäng | Poäng | Totalt |
| ---- | ---------------------------- | ----- | ----- | ------ |
|      | Silje Norendal (NOR)         | 38,00 | 28,00 | 66,00  |
|      | Julia Marino (USA)           | 24,00 | 41,00 | 65,00  |
|      | Anna Gasser (AUT)            | 34,00 | 28,00 | 62,00  |
| 4    | Cheryl Maas (NED)            | 35,00 | 25,00 | 60,00  |
| 5    | Spencer O'Brien (CAN)        | 29,00 | 29,00 | 58,00  |
| 6    | Jamie Anderson (USA)         | 28,00 | 29,00 | 57,00  |
| 7    | Kjersti Østgaard Buaas (NOR) | 10,00 | 10,00 | 20,00  |

#### Herrarnas big air i snowboard
| Plc. | Namn                    | Poäng | Poäng | Totalt |
| ---- | ----------------------- | ----- | ----- | ------ |
| 1    | Mark McMorris (CAN)     | 39,00 | 48,00 | 87,00  |
| 2    | Max Parrot (CAN)        | 46,00 | 36,00 | 82,00  |
| 3    | Torgeir Bergrem (NOR)   | 39,00 | 35,00 | 74,00  |
| 4    | Sven Thorgren (SWE)     | 40,00 | 30,00 | 70,00  |
| 5    | Tyler Nicholson (CAN)   | 35,00 | 35,00 | 70,00  |
| 6    | Ulrik Badertscher (NOR) | 35,00 | 20,00 | 55,00  |
| 7    | Mikey Ciccarelli (CAN)  | 15,00 | 22,00 | 37,00  |
| 8    | Ståle Sandbech (NOR)    | 27,00 | 9,00  | 36,00  |

| Plc. | Namn                    | Poäng | Poäng | Totalt |
| ---- | ----------------------- | ----- | ----- | ------ |
| 1    | Sebastien Toutant (CAN) | 41,00 | 39,00 | 80,00  |
| 2    | Marcus Kleveland (NOR)  | 39,00 | 37,00 | 76,00  |
| 3    | Roope Tonteri (FIN)     | 37,00 | 37,00 | 74,00  |
| 4    | Brock Crouch (USA)      | 31,00 | 41,00 | 72,00  |
| 5    | Mons Røisland (NOR)     | 36,00 | 30,00 | 66,00  |
| 6    | Stian Kleivdal (NOR)    | 28,00 | 31,00 | 59,00  |
| 7    | Eric Beauchemin (USA)   | 22,00 | 24,00 | 46,00  |
| 8    | Emil Ulsletten (NOR)    | 12,00 | 29,00 | 41,00  |

Final
| Plc. | Namn                    | Poäng | Poäng | Totalt |
| ---- | ----------------------- | ----- | ----- | ------ |
|      | Mark McMorris (CAN)     | 42,00 | 43,00 | 85,00  |
|      | Max Parrot (CAN)        | 43,00 | 41,00 | 84,00  |
|      | Torgeir Bergrem (NOR)   | 38,00 | 41,00 | 79,00  |
| 4    | Sebastien Toutant (CAN) | 38,00 | 41,00 | 79,00  |
| 5    | Marcus Kleveland (NOR)  | 41,00 | 37,00 | 78,00  |
| 6    | Sven Thorgren (SWE)     | 35,00 | 38,00 | 73,00  |
| 7    | Roope Tonteri (FIN)     | 35,00 | 33,00 | 68,00  |
| 8    | Brock Crouch (USA)      | 32,00 | 27,00 | 59,00  |

#### Damernas slopestyle i snowboard
| Plc. | Namn                  | Åk 1  | Åk 2  | Bästa |
| ---- | --------------------- | ----- | ----- | ----- |
|      | Anna Gasser (AUT)     | 74,66 | 89,00 | 89,00 |
|      | Jamie Anderson (USA)  | 38,33 | 88,00 | 88,00 |
|      | Julia Marino (USA)    | 20,66 | 86,66 | 86,66 |
| 4    | Enni Rukajärvi (FIN)  | 80,00 | 85,33 | 85,33 |
| 5    | Spencer O'Brien (CAN) | 60,66 | 78,00 | 78,00 |
| 6    | Hailey Langland (USA) | 60,00 | 50,00 | 60,00 |
| 7    | Cheryl Maas (NED)     | 55,00 | 23,00 | 55,00 |
| 8    | Silje Norendahl (NOR) | 31,66 | 40,33 | 40,33 |

#### Herrarnas slopestyle i snowboard
| Plc. | Namn                    | Kvalåk | Kvalåk | Åk 1  | Åk 2  | Bästa |
| ---- | ----------------------- | ------ | ------ | ----- | ----- | ----- |
|      | Sven Thorgren (SWE)     | 83,33  | 92,66  | 76,00 | 92,66 | 92,66 |
|      | Ståle Sandbech (NOR)    | 60,00  | 81,00  | 88,66 | 27,66 | 88,66 |
|      | Sebastien Toutant (CAN) | 87,00  | 90,00  | 34,33 | 84,00 | 84,00 |
| 4    | Torgeir Bergrem (NOR)   | 68,33  | 83,66  | 40,00 | 79,66 | 79,66 |
| 5    | Marcus Kleveland (NOR)  | 31,33  | 84,00  | 24,00 | 66,33 | 66,33 |
| 6    | Mark McMorris (CAN)     | 85,00  | 79,00  | 13,00 | 30,00 | 30,00 |
| 7    | Max Parrot (CAN)        | 84,00  | 86,00  | 19,33 | 23,33 | 23,33 |
| 8    | Mons Røisland (NOR)     | 80,00  | 78,00  | 19,66 | 18,33 | 19,66 |
| 9    | Redmond Gerard (USA)    | 77,00  | 78,00  |       |       |       |
| 10   | Brock Crouch (USA)      | 40,33  | 73,00  |       |       |       |
| 11   | Mikey Ciccarelli (CAN)  | 64,66  | 26,66  |       |       |       |
| 12   | Tyler Nicholson (CAN)   | 55,33  | 63,00  |       |       |       |
| 13   | Roope Tonteri (FIN)     | 52,33  | 23,00  |       |       |       |
| 14   | Brandon Davis (USA)     | 48,33  | 18,00  |       |       |       |
| 15   | Emil Ulsletten (NOR)    | 26,00  | 15,00  |       |       |       |